# Leptaulax riekoae
Leptaulax riekoae es una especie de coleóptero de la familia Passalidae.

## Distribución geográfica
Habita en Laos y Tailandia.